# 京特·贝克施泰因

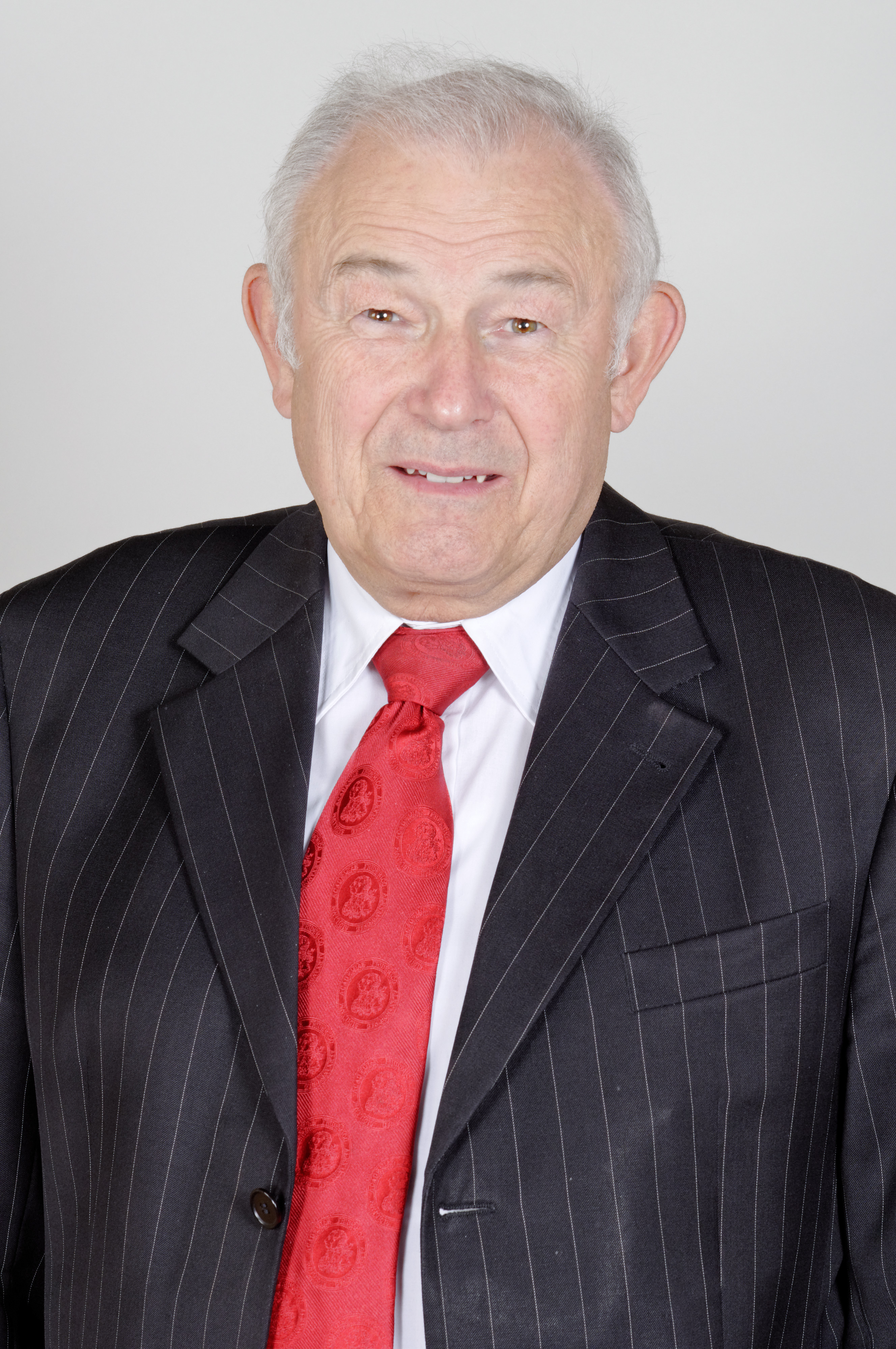

京特·贝克施泰因（Günther Beckstein，发音[ˈɡʏntɐ ˈbɛkʃtaɪn]，1943年11月23日—），德国政治人物，基督教社会联盟党人。2007年10月9日至2008年10月27日担任巴伐利亚州州长。

## 生平
1943年，贝克施泰因生于巴伐利亚州纽伦堡县黑尔斯布鲁克。1962年起，先后在埃尔朗根-纽伦堡大学、慕尼黑大学学习法律，并获得埃尔朗根-纽伦堡大学博士学位。1993年至2007年10月9日，担任巴伐利亚州内政部长。